# Etambutol
Etambutol é uma droga bacteriostática antimicobacteriana prescrita para tratar a tuberculose. É dada normalmente em combinação com outra medicação contra a tuberculose, tal como a isoniazida, a rifampicina e a pirazinamida.
Pode ser usada com outras drogas para tratar um número de infecções como a tuberculose, Complexo Mycobacterium avium e Mycobacterium kansasii.
Pode causar problemas de visão, do fígado e alergias, entre outros efeitos secundários. Em termos de categorias farmacológicas na gravidez, é de categoria C nos Estados Unidos devido a preocupações relacionadas com problemas nos olhos e de categoria A na Austrália. É razoável o seu uso durante a amamentação se tal for requerido.
É vendido com os nomes comerciais Myambutol e Servambutol. Está na Lista de Medicamentos Essenciais da Organização Mundial de Saúde.